# Benton (Nouveau-Brunswick)
Pour les articles homonymes, voir Benton.
Benton est un village du comté de Carleton, à l'ouest de la province canadienne du Nouveau-Brunswick. Le village a le statut de DSL. Dans le cadre de la réforme de la gouvernance locale du 1er janvier 2023, le DSL a été annexé au nouveau village de Lakeland Ridges.

## Toponyme

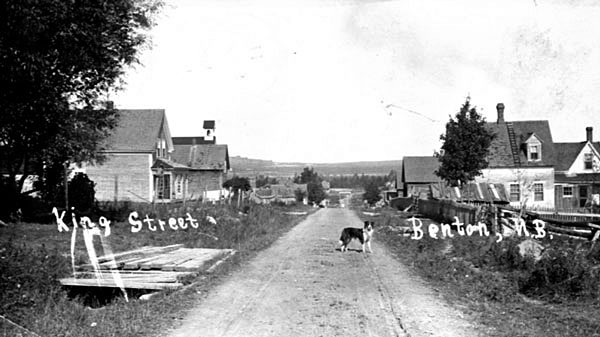
La rue King, en 1930.

Le bureau de poste et donc le village porte le nom de Rankins Mill, signifiant Moulins-de-Rankin en anglais, entre 1860 et 1872. Le village prend ensuite le nom actuel en 1872, bien qu'il porte le nom de Eel River Station pendant quelque temps à la suite de l'ouverture du chemin de fer. Le nom Benton fut lui-même probablement donné par la compagnie en l'honneur de Thomas R. Benton, un héros de la guerre d'indépendance américaine. Selon certaines sources, il ferait plutôt référence à un certain Benton, arpenteur-géomètre qui installa le chemin de fer à cet endroit, un guide amérindien ou simplement un toponyme quelconque des États-Unis choisi au hasard pour nommer le bureau de poste.

## Géographie
Benton se trouve à environ 90 kilomètres de route à l'ouest de Fredericton. Il est à cheval entre le comté de Carleton (nord) et le comté d'York (sud) mais, à des fins de recensement, il est considéré comme faisant partie uniquement du comté de Carleton.
Benton possède un territoire presque rectangulaire, limitrophe de la paroisse de Woodstock au nord et de la paroisse de Canterbury au sud. La paroisse de Richmond est située à environ un kilomètre à l'ouest. La ville la plus proche est Woodstock, à 28 km au nord.
Le village est traversé par la rivière Eel.

## Histoire
Une scierie est d'abord construite par la compagnie Rankine aux chutes de la rivière Eel. Benton à proprement parler est fondé après 1816 par des colons originaires de la vallée du fleuve Saint-Jean; le village prend rapidement de l'expansion à la suite de la construction du chemin de fer.

## Chronologie municipale
- 1786: Érection de la paroisse de Woodstock dans le comté d'York.
- 1833: Création du comté de Carleton à partir d'une portion du comté d'York, dont la paroisse de Woodstock. Création de la paroisse de Dumfries à partir d'une portion de la paroisse de Woodstock.
- 1853: Création de la paroisse de Richmond à partir d'une portion de la paroisse de Woodstock.
- 1856: Constitution de la ville de Woodstock dans le territoire de la paroisse.
- 1966: La municipalité du comté de Carleton est dissoute. La paroisse de Woodstock devient alors un district de services locaux. Constitution du DSL de Benton à partir de portions de la paroisse de Woodstock et de la paroisse de Canterbury[4],[5].

## Démographie
| 2011              | 2016              |
| ----------------- | ----------------- |
| 72 (A-57 et B-15) | 83 (A-50 et B-33) |

## Administration

### Commission de services régionaux
Benton fait partie de la Région 12, une commission de services régionaux (CSR) devant commencer officiellement ses activités le 1er janvier 2013. Contrairement aux municipalités, les DSL sont représentés au conseil par un nombre de représentants proportionnel à leur population et leur assiette fiscale. Ces représentants sont élus par les présidents des DSL mais sont nommés par le gouvernement s'il n'y a pas assez de présidents en fonction. Les services obligatoirement offerts par les CSR sont l'aménagement régional, l'aménagement local dans le cas des DSL, la gestion des déchets solides, la planification des mesures d'urgence ainsi que la collaboration en matière de services de police, la planification et le partage des coûts des infrastructures régionales de sport, de loisirs et de culture; d'autres services pourraient s'ajouter à cette liste.

### Représentation et tendances politiques
Nouveau-Brunswick: Benton fait partie de la circonscription provinciale de Woodstock, qui est représentée à l'Assemblée législative du Nouveau-Brunswick par David Alward, du Parti progressiste-conservateur. Il fut élu en 1999 puis réélu en 2003, en 2006 et en 2010.
 Canada: Benton fait partie de la circonscription électorale fédérale de Tobique—Mactaquac, qui est représentée à la Chambre des communes du Canada par Michael Allen, du Parti conservateur. Il fut élu lors de la 39e élection générale, en 2006, et réélu en 2008.

## Économie
Entreprise Carleton, membre du Réseau Entreprise, a la responsabilité du développement économique.
Le Centre de recherches sur la pomme de terre de Fredericton gère la station satellite d'amélioration de la pomme de terre.

## Vivre à Benton
Le DSL est inclus dans le territoire du sous-district 8 du district scolaire Francophone Nord-Ouest. Les écoles francophones les plus proches sont à Grand-Sault. Cette ville compte aussi un campus du CCNB-Edmundston alors qu'il y a une université à Edmundston même.
L'église St. Marys's est une église anglicane. Le détachement de la Gendarmerie royale du Canada le plus proche est à Woodstock. Le bureau de poste le plus proche est quant à lui à Meductic.
Les anglophones bénéficient des quotidiens Telegraph-Journal, publié à Saint-Jean, et The Daily Gleaner, publié à Fredericton. Ils ont aussi accès au bi-hebdomadaire Bugle-Observer, publié à Woodstock. Les francophones ont accès par abonnement au quotidien L'Acadie nouvelle, publié à Caraquet, ainsi qu'à l'hebdomadaire L'Étoile, de Dieppe.

## Culture

### Architecture et monuments
Un pont couvert traverse la rivière Eel, au centre du village. Il fut construit en 1927 et mesure 31,9 mètres de long.